# Coupe de Corée 1997
Navigation
Saison précédente Saison suivante
La Coupe de Corée 1997 était la 22e édition de la Coupe du Président. La compétition se déroulait entre le 12 et le 16 juin 1997. Sous la forme d'un mini-championnat, la Corée du Sud remporta ce tournoi.

## Résultats
| 12 juin 1997  | RF Yougoslavie                            | 3 – 1 | Ghana          | Stade olympique de Séoul, Séoul              |                                              |
| 17:00 (UTC+9) | Jokanović 57e (pen.) · Bogdanović 68e 90e |       | 56e R. Boateng | Spectateurs : 23 830 Arbitrage : Ahn Bong-ki | Spectateurs : 23 830 Arbitrage : Ahn Bong-ki |

| 12 juin 1997  | Corée du Sud                                            | 3 – 1 | Égypte       | Stade olympique de Séoul, Séoul                         |                                                         |
| 19:00 (UTC+9) | Park Kun-ha 12e · Yoo Sang-chul 65e · Choi Moon-sik 77e |       | 23e Khashaba | Spectateurs : 23 830 Arbitrage : Selearajen Subramaniam | Spectateurs : 23 830 Arbitrage : Selearajen Subramaniam |

| 14 juin 1997  | Corée du Sud                                            | 3 – 0 | Ghana | Suwon Civil Stadium, Suwon                        |                                                   |
| 17:00 (UTC+9) | Seo Jung-won 5e · Choi Moon-sik 59e · Choi Yong-soo 64e |       |       | Spectateurs : 7 329 Arbitrage : Russamee Jindamai | Spectateurs : 7 329 Arbitrage : Russamee Jindamai |

| 14 juin 1997  | RF Yougoslavie | 0 – 0 | Égypte | Suwon Civil Stadium, Suwon                      |                                                 |
| 19:00 (UTC+9) |                |       |        | Spectateurs : 7 329 Arbitrage : Kwon Jong-cheol | Spectateurs : 7 329 Arbitrage : Kwon Jong-cheol |

| 16 juin 1997  | Égypte               | 2 – 0 | Ghana | Stade olympique de Séoul, Séoul                |                                                |
| 17:00 (UTC+9) | Emam 14e · Sabry 80e |       |       | Spectateurs : 21 563 Arbitrage : Park Hae-yong | Spectateurs : 21 563 Arbitrage : Park Hae-yong |

| 16 juin 1997  | Corée du Sud     | 1 – 1 | RF Yougoslavie       | Stade olympique de Séoul, Séoul                         |                                                         |
| 19:00 (UTC+9) | Seo Jung-Won 19e |       | 55e (pen.) Jokanović | Spectateurs : 21 563 Arbitrage : Selearajen Subramaniam | Spectateurs : 21 563 Arbitrage : Selearajen Subramaniam |

## Tableau
| Équipe         | Pts | J | V | N | D | Bp | Bc | Dif |
| -------------- | --- | - | - | - | - | -- | -- | --- |
| Corée du Sud   | 3   | 2 | 1 | 0 | 7 | 2  | +5 | 7   |
| RF Yougoslavie | 3   | 1 | 2 | 0 | 4 | 2  | +2 | 5   |
| Égypte         | 3   | 1 | 1 | 1 | 3 | 3  | 0  | 4   |
| Ghana          | 3   | 0 | 0 | 3 | 1 | 8  | −7 | 0   |

## Vainqueur
| Vainqueur Coupe de Corée 1997 Corée du Sud 12e titre |